# Bondy (Francie)
Bondy je francouzské město v severovýchodní části metropolitní oblasti Paříže, v departementu Seine-Saint-Denis a regionu Île-de-France.

## Geografie
Patří k předměstím Paříže, leží 9 km východně za městskou branou Porte du Pantin, obcí protéká kanál řeky Seiny (Canal de l'Ourcq), překlenutý třemi mosty. 
Sousední obce: Aulnay-sous-Bois, Les Pavillons-sous-Bois, Villemomble, Rosny-sous-Bois, Noisy-le-Sec, Bobigny, Drancy a Le Blanc-Mesnil.

## Historie
Název osady Bondy byl poprvé písemně zaznamenán kolem roku 600 v latinském tvaru Bonitacium odvozeném od jména Bonitius galo-románského vlastníka zdejších pozemků. Zalesněná neobydlená oblast byla domovem lupičů. Teprve roku 1905 byla na třetině území založena obec Les Pavillons-sous-Bois. Bondy bylo do 50. let 20. století vesnicí, jen s několika předměstskými vilami boháčů. Počátkem 60. let vzrůstal počet obyvatel v závislosti na výstavbě panelového sídliště, které obydlely mnohé sociálně slabé rodiny a od 70. let také přistěhovalci ze zemí Maghrebu a subsaharské Afriky. Dějiny obce a její integraci do Paříže vylíčil britský spisovatel Graham Robb v románu Pařížané (Les Parisiens).

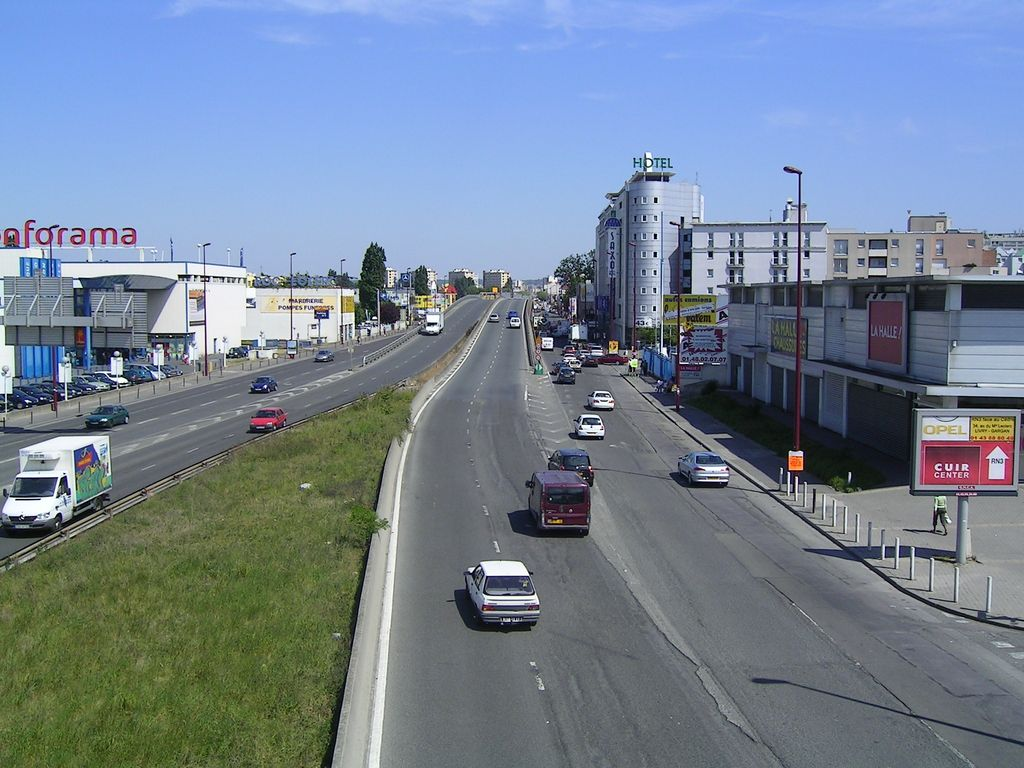
Komerční zóna

## Vývoj počtu obyvatel
Počet obyvatel

## Doprava
Bondy je dosažitelné linkou RER E, autobusy RATP číslo 105, 134, 143, 146, 147, 151, 234, 303, 346, 347, 348, 351, 615, 616. Je zde zastávka SNCF na trati Paris-Est - Meaux.

## Kultura a školství
- Hudební konzervatoř

## Památky

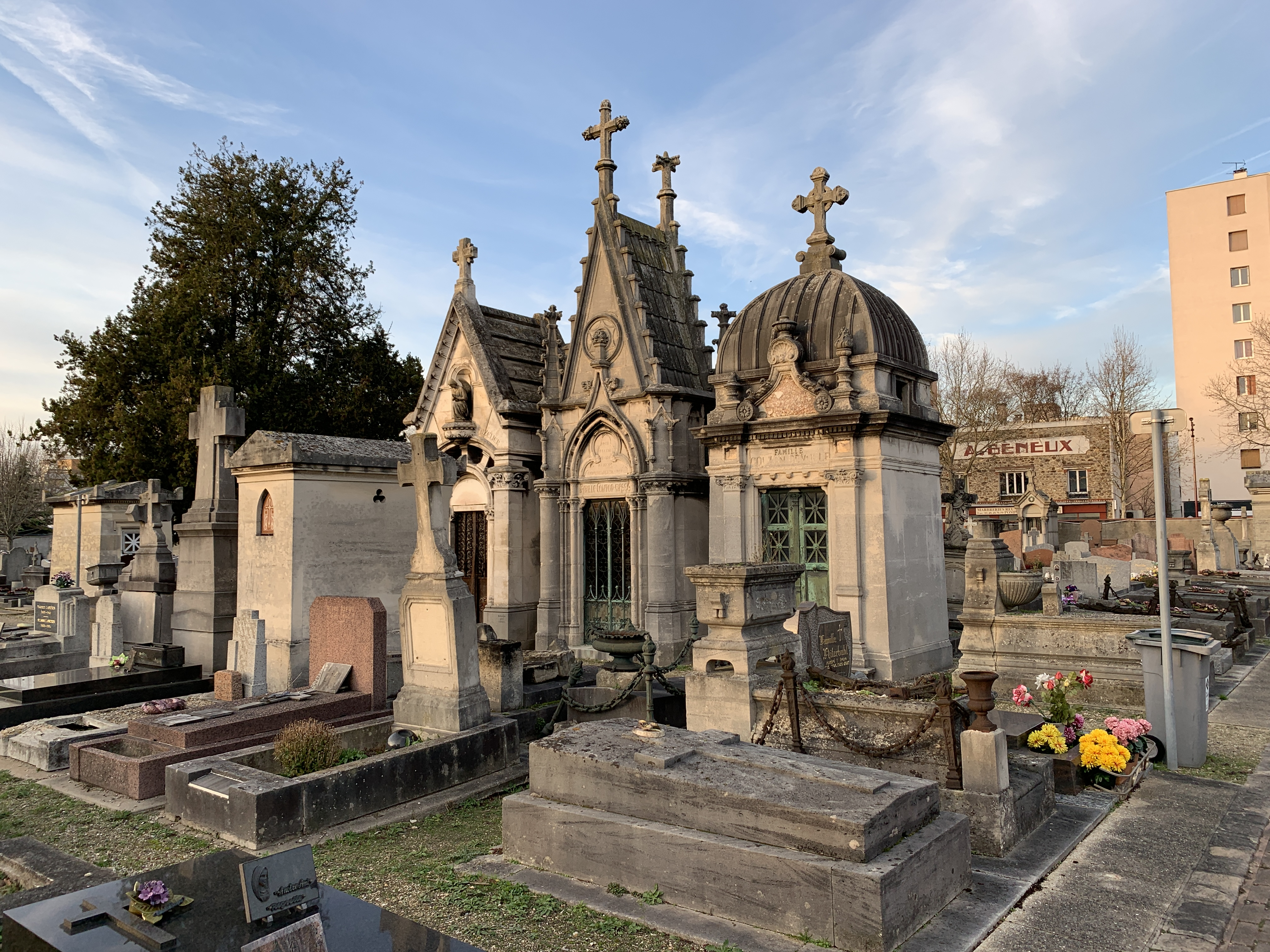
Městský hřbitov: kaplové hrobky

- Kostel sv. Petra (náměstí Place de la Division-Leclerc)- byl založen jako románská bazilika ve 12. století a dostavěn v raně gotickém slohu, zásadně jej pobořili francouzští komunardi v letech 1870-1871, zůstalo jen obvodové zdivo a románský portál. Klenby a věž musely být dostavěny. V interiéru je bronzová socha trůnícího sv. Petra, kopie sochy ze Svatopetrské baziliky v Římě.
- Konzervatoř - sídlí v bývalé budově radnice;  tvoří s kostelem, restaurací a přilehlým parkem jediné pozůstatky centra historické obce
- Městský hřbitov - stojí mezi panelovými domy, má několik novogotických kaplových hrobek ze závěru 19. století a rozsáhlé oddělení válečných hrobů s pomníkem ve tvaru obelisku s bronzovým kohoutem na vrcholu

## Osobnosti
- Claude-Carloman de Rulhière (1735–1791), básník a historik
- André Malraux (1901–1976), spisovatel a politik
- Maureen Nisimaová, sportovní šermířka afrického původu
- Kylian Mbappé (1998), fotbalista
- Élodie Fontan - francouzská herečka

## Partnerská města
- Alcácer do Sal, Portugalsko
- Berkane , Maroko
- Furci, Itálie
- Nedroma, Alžírsko
- N'kolafamba, Kamerun
- Tambacounda, Senegal